# Сердобский уезд
Сердобский уезд — уезд, территориально-административная единица, образованная в 1780 г., включавшая Сердобск и подчиненные ему 36 волостей. По числу народонаселения Сердобский уезд занимал шестое место среди десяти уездов Саратовской губернии. В нем проживало 9 % всего населения губернии.

## Географическое положение
Уезд располагался в северо-западной части Саратовской губернии, граничил с Пензенской губернией. Площадь уезда составляла в 1897 году 6 477,4 верст² (6 910,09 км²), в 1926 году — 7 368 км².

## История
Уезд образован в 1780 году в составе Саратовского наместничества в результате реформы Екатерины Великой. С декабря 1796 года по март 1797 — в составе Пензенской губернии.
В 1928 году Сердобский уезд был упразднён, на его территории образованы Бековский, Колышлейский, Сердобский, Тамалинский и Ртищевский районы Балашовского округа Нижне-Волжской области (позднее Нижне-Волжского края).

## Население
По данным переписи 1897 года в уезде проживало 224 782 чел. В городе Сердобск проживало 7 381 чел.
По итогам всесоюзной переписи населения 1926 года население уезда составило 329 108 человек.

## Административное деление
В 1890 году в состав уезда входило 36 волостей:
| № п/п | Волость          | Волостное правление               | Число селений | Население |
| ----- | ---------------- | --------------------------------- | ------------- | --------- |
| 1     | Бакурская        | с. Бакуры                         | 5             | 7087      |
| 2     | Байковская       | с. Байка                          | 4             | 5132      |
| 3     | Бековская        | с. Беково                         | 2             | 1853      |
| 4     | Борковская       | с. Борки                          | 16            | 6909      |
| 5     | Бутурлинская     | с. Бутурлинка                     | 12            | 6668      |
| 6     | Вертуновская     | с. Вертуновка                     | 3             | 5823      |
| 7     | Владыкинская     | с. Владыкино                      | 6             | 2764      |
| 8     | Воронцовская     | с. Воронцовка                     | 8             | 3427      |
| 9     | Голицынская      | с. Голицыно                       | 15            | 4355      |
| 10    | Голяевская       | с. Голяевка                       | 7             | 4046      |
| 11    | Давыдовская      | с. Давыдовка                      | 9             | 3798      |
| 12    | Дуровская        | с. Дурово                         | 18            | 7338      |
| 13    | Еланская         | с. Елань                          | 8             | 6978      |
| 14    | Колемасская      | с. Колемас                        | 8             | 3131      |
| 15    | Камзольская      | с. Камзолка                       | 21            | 5613      |
| 16    | Козьмодемьянская | с. Козьмодемьянское               | 13            | 4209      |
| 17    | Куракинская      | с. Надеждино                      | 5             | 5086      |
| 18    | Малиновская      | с. Малиновка                      | 12            | 9700      |
| 19    | Мещерская        | с. Мещерское                      | 9             | 5605      |
| 20    | Нарышкинская     | с. Нарышкино                      | 2             | 4959      |
| 21    | Никольская       | с. Никольское                     | 15            | 5002      |
| 22    | Ольшанская       | с. Ольшанка                       | 23            | 7407      |
| 23    | Подъячевская     | с. Подъячевка                     | 8             | 2228      |
| 24    | Пяшинская        | с. Пяша                           | 10            | 6831      |
| 25    | Репьевская       | с. Репьёвка                       | 19            | 5624      |
| 26    | Сапожковская     | с. Сапожок                        | 8             | 4794      |
| 27    | Секретарская     | с. Секретарка                     | 2             | 2475      |
| 28    | Сердобская       | сл. Сердобско-Пригородная Слобода | 3             | 9300      |
| 29    | Сокольская       | с. Соколка                        | 6             | 6364      |
| 30    | Сосновская       | с. Сосновка                       | 5             | 4459      |
| 31    | Сущевская        | с. Сущевка                        | 9             | 3570      |
| 32    | Трескинская      | с. Рождественское                 | 13            | 7618      |
| 33    | Урусовская       | с. Урусово                        | 4             | 3362      |
| 34    | Хованская        | с. Хованьщина                     | 15            | 6833      |
| 35    | Черкасская       | с. Черкасское                     | 8             | 3717      |
| 36    | Чубаровская      | с. Чубаровка                      | 10            | 3301      |

По состоянию на 1913 год объединены Бековская и Нарышкинская волости в Беково-Нарышкинскую, упразднена Козьмодемьянская волость, образована Курганская волость (д. Курган).
К февралю 1917 года численность волостей сократилась до 26.

## Известные уроженцы
Горбачёв, Василий Григорьевич (4 апреля 1885 года — 26 февраля 1938 года) — пресвитер Русской православной церкви, священномученик. Родился в селе Нарышкино.
Глазунов Василий Афанасьевич (20 декабря 1895 [1 января 1896] — 26 июня 1967 года) — советский военачальник, первый командующий Воздушно-десантными войсками, участник Первой мировой, Гражданской и Великой Отечественной войн, дважды Герой Советского Союза, генерал-лейтенант. Родился в деревне Варваровке.
Каракозов Дмитрий Владимирович (23 октября [4 ноября] 1840 — 3 [15] сентября 1866) — русский революционер-террорист, совершивший 4 апреля 1866 года одно из неудачных покушений на российского императора Александра II.
Русланова Лидия Андреевна (14 [27] октября 1900 — 21 сентября 1973) — российская и советская певица, заслуженная артистка РСФСР (27 июня 1942). Родилась в деревне Чернавке.
Яблочков Павел Николаевич (14 [26] сентября 1847 — 19 [31] марта 1894 — русский электротехник, военный инженер, изобретатель и предприниматель.